# Cisneros
Cisneros este un municipiu din departamentul Antioquia, Columbia.